# بطولة أمم إفريقيا للمحليين 2024
بطولة كأس أمم أفريقيا للمحليين 2024 هي النسخة الثامنة من بطولة أمم أفريقيا للاعبين المحليين، وهي مسابقة قارية ينظمها الاتحاد الأفريقي لكرة القدم (كاف) للمنتخبات الوطنية المكونة من لاعبين ينشطون في البطولات المحلية فقط. تستضيف البطولة دول كينيا، أوغندا، وتنزانيا بين 2 إلى 30أغسطس  2025، وهي أول نسخة تُنظم بشكل مشترك بين ثلاث دول.

## الشعار الرسمي
الشعار الرسمي للبطولة يظهر كرة قدم محاطة بثلاثة ألوان تمثل دول الاستضافة الثلاث، مع كتابة "CHAN 2024" في الأسفل.

## التميمة
تم اختيار تميمة البطولة على شكل أسد صغير يدعى "جامبو"، يرتدي ألوان البطولة ويحمل طبلاً أفريقياً في يده.

## الرعاة
- توتال إنرجي (TotalEnergies)
- أومبرو (Umbro)
- أورنج (Orange)
- كاسترول (Castrol)
- نايكي (Nike)

## اختيار المضيف
تم اختيار كينيا و أوغندا و تنزانيا لإستضافة نسخة 2024 في ديسمبر 2023 كبروفة كأس أمم أفريقيا 2027 .

## التصفيات
•أُقيمت تصفيات البطولة بين 25 أكتوبر 2024 و 9 مايو 2025 بمشاركة 54 منتخب تأهل منها 16 منتخبا إلى جانب المضيفين الثلاثة(كينيا، أوغندا، تنزانيا) تلقائيا .

## الملاعب
| الملعب                    | المدينة      | السعة  | الدولة  |
| ------------------------- | ------------ | ------ | ------- |
| ملعب بنيامين مكابا الوطني | دار السلام   | 60,000 | تنزانيا |
| ملعب نيايو الوطني         | نيروبي       | 45,000 | كينيا   |
| ملعب مانديلا الوطني       | كمبالا       | 40,000 | أوغندا  |
| ملعب أمان                 | مدينة زنجبار | 15،000 | تنزانيا |
| مركز موي الرياضي الدولي   | نيروبي       | 55،000 | كينيا   |

## قرعة البطولة
أُجريت قرعة البطولة في العاصمة الكينية نيروبي بتاريخ 15 يناير 2025. تم تقسيم المنتخبات إلى 4 مجموعات، 3 منها تضم 5 فرق، و1 منها تضم 4 فرق.
| وعاء 1  | وعاء 2  | وعاء 3                      |
| ------- | ------- | --------------------------- |
| تنزانيا | المغرب  | أنغولا                      |
| كينيا   | الكونغو | Q1                          |
| أوغندا  | مدغشقر  | Q2                          |
| السنغال | النيجر  | جمهورية الكونغو الديمقراطية |
|         |         | نيجيريا                     |
|         |         | جمهورية أفريقيا الوسطى      |
|         |         | غينيا                       |
|         |         | السودان                     |
|         |         | زامبيا                      |
|         |         | بوركينا فاسو                |
|         |         | موريتانيا                   |

## إجراءات سحب القرعة
الآلية:
- يضم السحب أربعة مجموعات (A، B، C، D).
- تحتوي ثلاث مجموعات (A، B، C) على 5 منتخبات، في حين تحتوي المجموعة D على 4 منتخبات فقط.
- يتم اختيار منتخب من كل وعاء ليُوضع في المجموعات الأربعة بشكل متوازن.
- الدول المستضيفة الثلاثة: تنزانيا، كينيا، أوغندا تم وضعها تلقائيًا في رؤوس المجموعات A، B، و C على التوالي.
- بقية المنتخبات تم سحبها عشوائيًا.

توزيع الأوعية:
- الوعاء 1: المنتخبات الأعلى تصنيفًا والدول المستضيفة.
- الوعاء 2: المنتخبات ذات التصنيف المتوسط.
- الوعاء 3: المنتخبات الأقل تصنيفًا أو العائدة للبطولة بعد غياب.

ملحوظة:
المنتخبات Q1 و Q2 تمثل مقاعد مخصصة لمنطقتين سيتم تحديد المتأهلين منهما لاحقًا.
الجدول النهائي لتوزيع المنتخبات على الأوعية موجود في القسم أعلاه.

## التشكيلات
كل منتخب مشارك يجب أن يعلن عن تشكيلته النهائية المكونة من 28 لاعبًا، من ضمنهم 3 حراس مرمى.

## الحكام

### الحكام الرئيسيون
- مصطفى غربال
- محمود البنا
- بلاي نغامبو ندالا
- رضوان جيد
- بيينفينو سينكو
- عيسى سي
- جان جاك ندالا
- يوسف السرايري
- بيير أتشو
- جاني سيكازوي
- بوبو تراوري
- فيكتور غوميز
- نديدي موفا
- جيان باريما

### الحكام المساعدون
- مقران غوراري
- أحمد حسام
- إلفيس غي نوبي
- لحسن أزغاو
- كواند ديوماندي
- الحاج مالك سامبا
- أوليفييه سفاري
- أنور هميلة
- إيريك نزامبو
- أوليفر مواتشي
- بوراما كانوتي
- زاخيلي سيويلا
- فوزي فوفانا
- عبد الله ساما

### حكام الفيديو (VAR)
- مصطفى غربال
- رضوان جيد
- محمود البنا
- هيثم قيراط
- فيكتور غوميز
- بلاي زولو
- لامين دياكيتي
- عيسى سي

### الحكام المساعدون (VAR)
- إبراهيم الحملاوي
- هشام التيازي
- محمد معروف
- هيثم قيراط
- أليوم أليوم
- عيسى ندوي
- توم أبوندو
- إريك كاستان
- جيمس بيمبي
- عبد الله كوليبالي

## دور المجموعات

### المجموعة A
| الفريق                      | لعب | فاز | تعادل | خسر | له | عليه | الفرق | نقاط |
| --------------------------- | --- | --- | ----- | --- | -- | ---- | ----- | ---- |
| كينيا                       | 4   | 3   | 1     | 0   | 4  | 1    | 3+    | 10   |
| المغرب                      | 4   | 3   | 0     | 1   | 8  | 3    | 5+    | 9    |
| جمهورية الكونغو الديمقراطية | 4   | 2   | 0     | 2   | 5  | 4    | 1+    | 6    |
| أنغولا                      | 4   | 1   | 1     | 2   | 3  | 6    | 3-    | 4    |
| زامبيا                      | 4   | 0   | 0     | 4   | 2  | 8    | 6-    | 0    |

### المجموعة B
| الفريق                 | لعب | فاز | تعادل | خسر | له | عليه | الفرق | نقاط |
| ---------------------- | --- | --- | ----- | --- | -- | ---- | ----- | ---- |
| تنزانيا                | 4   | 3   | 1     | 0   | 5  | 1    | 4+    | 10   |
| مدغشقر                 | 4   | 2   | 1     | 1   | 5  | 3    | 2+    | 7    |
| موريتانيا              | 4   | 2   | 1     | 1   | 2  | 1    | 1+    | 7    |
| بوركينا فاسو           | 4   | 1   | 0     | 3   | 5  | 7    | 2-    | 3    |
| جمهورية أفريقيا الوسطى | 4   | 0   | 0     | 4   | 2  | 7    | 5-    | 0    |

### المجموعة C
| الفريق       | لعب | فاز | تعادل | خسر | له | عليه | الفرق | نقاط |
| ------------ | --- | --- | ----- | --- | -- | ---- | ----- | ---- |
| أوغندا       | 4   | 3   | 0     | 1   | 8  | 6    | 2+    | 7    |
| الجزائر      | 4   | 1   | 3     | 0   | 6  | 2    | 3+    | 6    |
| جنوب أفريقيا | 4   | 1   | 3     | 0   | 6  | 5    | 1+    | 6    |
| غينيا        | 4   | 1   | 1     | 2   | 3  | 6    | 3-    | 4    |
| نيجير        | 4   | 0   | 2     | 2   | 0  | 3    | 3-    | 2    |

### المجموعة D
| الفريق          | لعب | فاز | تعادل | خسر | له | عليه | الفرق | نقاط |
| --------------- | --- | --- | ----- | --- | -- | ---- | ----- | ---- |
| السودان         | 3   | 1   | 2     | 0   | 5  | 1    | 4+    | 5    |
| السنغال         | 3   | 1   | 2     | 0   | 2  | 1    | 1+    | 5    |
| نيجيريا         | 3   | 1   | 0     | 2   | 2  | 5    | 3-    | 3    |
| جمهورية الكونغو | 3   | 0   | 2     | 1   | 2  | 4    | 2-    | 0    |

## مباريات المجموعة A
| التاريخ       | التوقيت المحلي | الفريق 1            | النتيجة | الفريق 2            | الملعب                          | المدينة |
| ------------- | -------------- | ------------------- | ------- | ------------------- | ------------------------------- | ------- |
| 3 أغسطس 2025  | 17:00          | كينيا               | 1–0     | الكونغو الديمقراطية | Moi International Sports Centre | نيروبي  |
| 3 أغسطس 2025  | 20:00          | المغرب              | 2–0     | أنغولا              | Nyayo National Stadium          | نيروبي  |
| 6 أغسطس 2025  | 16:00          | الكونغو الديمقراطية | 2–0     | زامبيا              | Nyayo National Stadium          | نيروبي  |
| 7 أغسطس 2025  | 19:00          | أنغولا              | 1–1     | كينيا               | Moi International Sports Centre | نيروبي  |
| 10 أغسطس 2025 | 15:00          | كينيا               | 1–0     | المغرب              | Moi International Sports Centre | نيروبي  |
| 10 أغسطس 2025 | 20:00          | زامبيا              | 1–2     | أنغولا              | Nyayo National Stadium          | نيروبي  |
| 14 أغسطس 2025 | 17:00          | المغرب              | 3–0     | زامبيا              | Nyayo National Stadium          | نيروبي  |
| 14 أغسطس 2025 | 20:00          | أنغولا              | 0–2     | الكونغو الديمقراطية | Moi International Sports Centre | نيروبي  |
| 17 أغسطس 2025 | 15:00          | زامبيا              | 0–1     | كينيا               | Moi International Sports Centre | نيروبي  |
| 17 أغسطس 2025 | 15:00          | الكونغو الديمقراطية | 1–3     | المغرب              | Nyayo National Stadium          | نيروبي  |

## مباريات المجموعة B
| التاريخ       | الوقت | الفريق 1             | النتيجة | الفريق 2       | الملعب                 | المدينة    |
| ------------- | ----- | -------------------- | ------- | -------------- | ---------------------- | ---------- |
| 2 أغسطس 2025  | 20:00 | تنزانيا              | 2–0     | بوركينا فاسو   | Benjamin Mkapa Stadium | دار السلام |
| 3 أغسطس 2025  | 20:00 | مدغشقر               | 0–0     | موريتانيا      | Benjamin Mkapa Stadium | دار السلام |
| 6 أغسطس 2025  | 20:00 | موريتانيا            | 1–0     | تنزانيا        | Benjamin Mkapa Stadium | دار السلام |
| 6 أغسطس 2025  | 17:00 | بوركينا فاسو         | 4–2     | أفريقيا الوسطى | Benjamin Mkapa Stadium | دار السلام |
| 9 أغسطس 2025  | 20:00 | تنزانيا              | 2–1     | مدغشقر         | Benjamin Mkapa Stadium | دار السلام |
| 9 أغسطس 2025  | 15:00 | موريتانيا            | 1–0     | أفريقيا الوسطى | Benjamin Mkapa Stadium | دار السلام |
| 13 أغسطس 2025 | 20:00 | موريتانيا            | 1–0     | بوركينا فاسو   | Benjamin Mkapa Stadium | دار السلام |
| 13 أغسطس 2025 | 17:00 | جمهورية أفريقيا وسطى | 0–2     | مدغشقر         | Benjamin Mkapa Stadium | دار السلام |
| 16 أغسطس 2025 | 20:00 | مدغشقر               | 2–1     | بوركينا فاسو   | ملعب امان              | زنجبار     |
| 16 أغسطس 2025 | 20:00 | جمهورية أفريقيا وسطى | 0–0     | تنزانيا        | Benjamin Mkapa Stadium | دار السلام |

## مباريات المجموعة C
| التاريخ       | الوقت | الفريق 1     | النتيجة | الفريق 2     | الملعب                             | المدينة |
| ------------- | ----- | ------------ | ------- | ------------ | ---------------------------------- | ------- |
| 4 أغسطس 2025  | 20:00 | أوغندا       | 0–3     | الجزائر      | Mandela National Stadium           | كمبالا  |
| 4 أغسطس 2025  | 17:00 | النيجر       | 0–1     | غينيا        | Mandela National Stadium           | كمبالا  |
| 8 أغسطس 2025  | 17:00 | الجزائر      | 1–1     | جنوب أفريقيا | Mandela National Stadium           | كمبالا  |
| 8 أغسطس 2025  | 20:00 | غينيا        | 0–3     | أوغندا       | Mandela National Stadium           | كمبالا  |
| 11 أغسطس 2025 | 17:00 | أوغندا       | 2–0     | النيجر       | Mandela National Stadium           | كمبالا  |
| 11 أغسطس 2025 | 20:00 | جنوب أفريقيا | 2–1     | غينيا        | Mandela National Stadium           | كمبالا  |
| 15 أغسطس 2025 | 17:00 | غينيا        | 1–1     | الجزائر      | Mandela National Stadium           | كمبالا  |
| 15 أغسطس 2025 | 20:00 | النيجر       | 0–0     | جنوب أفريقيا | Mandela National Stadium           | كمبالا  |
| 18 أغسطس 2025 | 20:00 | الجزائر      | 0–0     | النيجر       | Nyayo National Staduim \|\| كمبالا |         |
| 18 أغسطس 2025 | 20:00 | جنوب أفريقيا | 3–3     | أوغندا       | Mandela National Stadium           | كمبالا  |

## مباريات المجموعة D
| الجولة         | التاريخ       | التوقيت | الفريق 1 | النتيجة | الفريق 2 | الملعب              | المدينة    |
| -------------- | ------------- | ------- | -------- | ------- | -------- | ------------------- | ---------- |
| الجولة الأولى  | 10 أغسطس 2025 | 17:00   | السودان  | 1–1     | الكونغو  | ملعب أمان           | زنجبار     |
| الجولة الأولى  | 10 أغسطس 2025 | 20:00   | نيجيريا  | 1-0     | السنغال  | ملعب أمان           | زنجبار     |
| الجولة الثانية | 14 أغسطس 2025 | 17:00   | السنغال  | 1–1     | الكونغو  | ملعب أمان           | زنجبار     |
| الجولة الثانية | 14 أغسطس 2025 | 20:00   | نيجيريا  | 0–4     | السودان  | ملعب أمان           | زنجبار     |
| الجولة الثالثة | 18 أغسطس 2025 | 20:00   | السنغال  | 0–0     | السودان  | ملعب أمان           | زنجبار     |
| الجولة الثالثة | 18 أغسطس 2025 | 20:00   | نيجيريا  | 2–0     | الكونغو  | ملعب بنجمامين مكابا | دار السلام |

## الأدوار الإقصائية

### ربع النهائي
| المباراة | الفريق 1 | النتيجة | الفريق 2 | الملعب                  | التاريخ    |
| -------- | -------- | ------- | -------- | ----------------------- | ---------- |
| 1        | تنزانيا  | -       | المغرب   | ملعب بنجمامين مكابا     | 22/08/2025 |
| 2        | كينيا    | -       | مدغشقر   | مركز موي الرياضي الدولي | 22/08/2025 |
| 3        | أوغندا   | -       | السنغال  | ملعب نيلسون مانديلا     | 23/08/2025 |
| 4        | السودان  | -       | الجزائر  | ملعب أمان               | 23/08/2025 |

### نصف النهائي
| المباراة | الفريق 1           | النتيجة | الفريق 2           | الملعب | التاريخ |
| -------- | ------------------ | ------- | ------------------ | ------ | ------- |
| 5        | الفائز من مباراة 1 | -       | الفائز من مباراة 2 | TBD    | TBD     |
| 6        | الفائز من مباراة 3 | -       | الفائز من مباراة 4 | TBD    | TBD     |

### مباراة تحديد المركز الثالث
| الفريق 1           | النتيجة | الفريق 2           | الملعب | التاريخ |
| ------------------ | ------- | ------------------ | ------ | ------- |
| الخاسر من مباراة 5 | -       | الخاسر من مباراة 6 | TBD    | TBD     |

### النهائي
| الفريق 1           | النتيجة | الفريق 2           | الملعب | التاريخ |
| ------------------ | ------- | ------------------ | ------ | ------- |
| الفائز من مباراة 5 | -       | الفائز من مباراة 6 | TBD    | TBD     |

## المنتخبات المتأهلة رسميًا (CHAN 2024)
| المنتخب             | المنطقة | عدد المشاركات | أفضل إنجاز                 | تصنيف فيفا (أبريل 2025) |
| ------------------- | ------- | ------------- | -------------------------- | ----------------------- |
| كينيا (مضيف)        | CECAFA  | 1             | أول مشاركة                 | 111                     |
| تنزانيا (مضيف)      | CECAFA  | 2             | دور المجموعات (2009، 2020) | 110                     |
| أوغندا (مضيف)       | CECAFA  | 7             | دور المجموعات (6 مرات)     | 89                      |
| السنغال             | WAFU-A  | 3             | البطل (2022)               | 19                      |
| موريتانيا           | WAFU-A  | 4             | ربع نهائي (2022)           | 76                      |
| غينيا               | WAFU-A  | 4             | مركز الثالث 2020           | 82                      |
| نيجيريا             | WAFU-B  | 3             | الوصيف (2018)              | 43                      |
| النيجر              | WAFU-B  | 5             | مركز الثالث(2022)          | 122                     |
| بوركينا فاسو        | WAFU-B  | 3             | دور المجموعات              | 110                     |
| المغرب              | UNAF    | 4             | البطل (2018، 2020)         | 12                      |
| الجزائر             | UNAF    | 3             | الوصيف (2022)              | 36                      |
| الكونغو الديمقراطية | UNIFFAC | 5             | البطل (2009، 2016)         | 61                      |
| جمهورية الكونغو     | UNIFFAC | 5             | مركز الثالث (2018)         | 118                     |
| أفريقيا الوسطى      | UNIFFAC | 1             | أول مشاركة                 | 135                     |
| زامبيا              | COSAFA  | 4             | الوصيف (2009)              | 88                      |
| أنغولا              | COSAFA  | 4             | نصف النهائي (2011)         | 87                      |
| مدغشقر              | COSAFA  | 3             | المركز الثالث (2022)       | 115                     |
| جنوب أفريقيا        | COSAFA  | 3             | ربع النهائي (2014)         | 56                      |
| السودان             | CECAFA  | 4             | المركز الثالث (2011، 2018) | 114                     |

## وصلات خارجية
- الموقع الرسمي للبطولة

1. ↑  بيان رسمي من الاتحاد الأفريقي لكرة القدم (الكاف) بتاريخ 27 سبتمبر 2023 يعلن فيه اختيار كينيا وتنزانيا وأوغندا لاستضافة بطولة أفريقيا للاعبين المحليين 2024.
2. ↑  نتائج قرعة التصفيات المؤهلة لبطولة كأس أمم أفريقيا للمحليين 2024، التي أُجريت في القاهرة يوم 29 أبريل 2023 تحت إشراف لجنة المسابقات بالكاف.
3. ↑  بيان رسمي صادر عن الاتحاد الأفريقي في ديسمبر 2023 يؤكد تأهل 19 منتخبًا للبطولة بعد نهاية التصفيات.
4. ↑  وثيقة تنظيمية صادرة عن الكاف بتاريخ يناير 2024 تحدد نظام البطولة وعدد المجموعات ومواعيد المنافسات.
5. ↑  قائمة الحكام المشاركين في البطولة، صادرة عن لجنة الحكام بالكاف في يونيو 2024.